# Beer (Mondkrater)

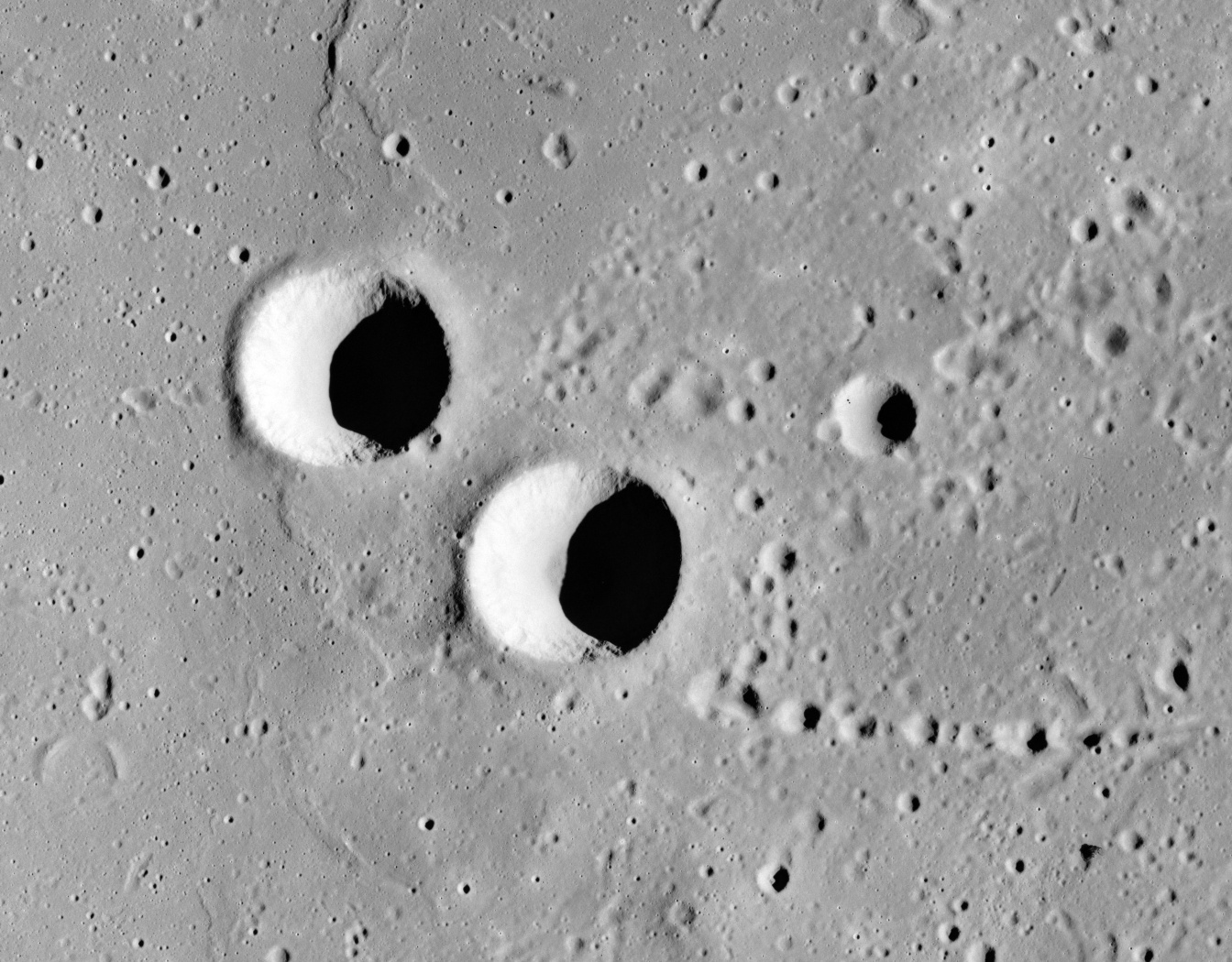
Die Mondkrater Feuillée (links oben) und Beer (mittig im Bild)

Beer ist ein kleiner Einschlagkrater im östlichen Teil des Mare Imbrium. Er liegt weniger als 5 km südöstlich des Kraters Feuillée und bildet mit diesem ein Zwillingspaar nahezu gleicher Krater. Im Westen zeichnet sich der kleine, aber auffällige Krater Krater Timocharis ab.
Beer ist ähnlich wie sein Zwilling Feuillée kreisrund und schüsselförmig. Der scharfrandige Krater weist keine besonderen Erosionsspuren auf und lässt auch sonst auffällige Kennzeichen vermissen. Der relativ kleine Kraterboden liegt im Mittelpunkt der abschüssigen Kraterinnenwände. Das Kraterinnere hat eine höhere Albedo als die umgebende Oberfläche, was auf einen ziemlich jungen Krater hinweist. Eine Reihe von Kleinstkratern erstreckt sich bogenförmig von seinem Rand nach Südwesten. Südöstlich erhebt sich ein Schildvulkan, der etwa denselben Durchmesser wie der Krater aufweist.
Das Meeresoberfläche im Osten ist heller als der Rest des Mare Imbrium und diese Färbung reicht bis zum Fuße der Montes Archimedes.
| Buchstabe | Position          | Durchmesser | Link |
| --------- | ----------------- | ----------- | ---- |
| A         | 27,26° N, 8,62° W | 4 km        |      |
| B         | 25,67° N, 9,05° W | 2 km        |      |
| E         | 27,83° N, 7,85° W | 3 km        |      |